# Den røde Drøm
Den røde Drøm er en dansk stumfilm fra 1914, der er instrueret af Holger Hofmann.

## Handling
Denne artikel mangler et handlingsreferat. Hjælp os med at skrive det.